# Francês da Suíça

Distribuição linguística na Suíça:
Alemão suíço (62,7%; 72,5%)
Francês suíço (20,4%; 21,0%)
Italiano suíço (6,5%; 4,3%)
Romanche (0,5%; 0,6%)

O francês da Suíça (em francês:  français de Suisse) é a variedade de francês falado na região de língua francesa da Suíça, conhecida como Romandia. O francês é uma das quatro línguas oficiais da Suíça, sendo as outras alemão, italiano e Romansch. Em 2015, cerca de 2 milhões de pessoas no país (24,4% da população) usava o francês como língua principal e em torno de 29,1% tinham um bom conhecimento de francês.

## Diferenças entre as variantes do francês
| França | Suíça        | Bélgica      | Canadá           | Tradução          |
| --- | ------------ | ------------ | ---------------- | ----------------- |
| soixante-dix | septante**   | septante     | soixante-dix     | setenta           |
| quatre-vingt | huitante*    | quatre-vingt | quatre-vingt     | oitenta           |
| quatre-vingt-dix | nonante**    | nonante      | quatre-vingt-dix | noventa           |
| petit-déjeuner | déjeuner     | déjeuner     | déjeuner         | café da manhã     |
| déjeuner | dîner        | dîner        | dîner            | almoço            |
| dîner | souper       | souper       | souper           | jantar            |
| boîte postale | case postale |              |                  | caixa de correios |
| (*) Somente nos cantões de Vaud, Friburgo e Valais; nos cantões de Genebra, Neuchâtel, Jura e Jurna bernês utiliza-se quatre-vingt. (**) Também utilizado na Saboia e na República Democrática do Congo. |              |              |                  |                   |